# Fantasie No. 4 (Mozart)

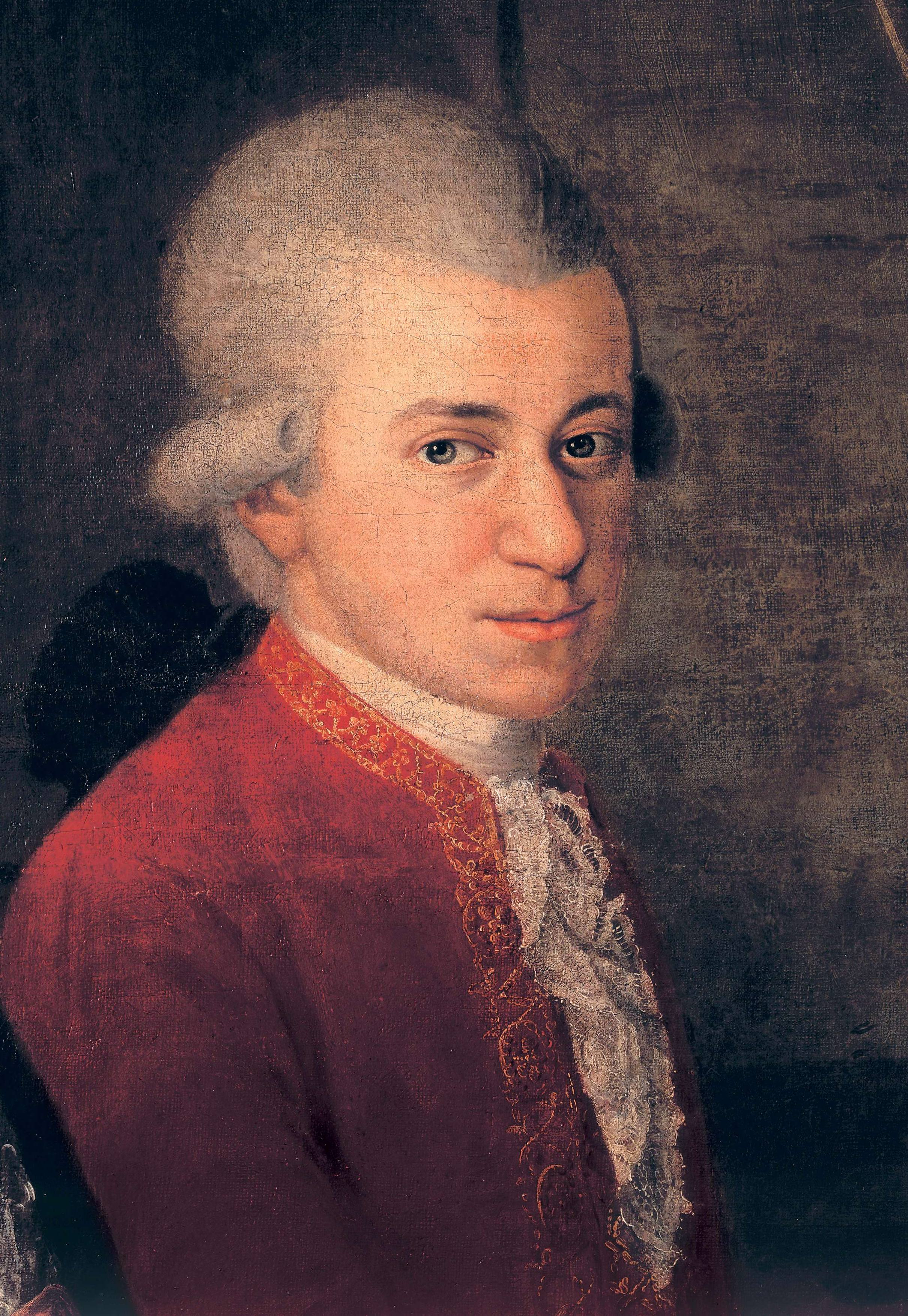
Mozart um 1781

Die Fantasie No. 4 in c-Moll, Köchelverzeichnis 475, ist ein am 20. Mai 1785 in Wien geschriebenes Klavierstück von Wolfgang Amadeus Mozart. Veröffentlicht wurde es als Opus 11 im Dezember 1785 zusammen mit der Klaviersonate Nr. 14 KV 457, im Wiener Musikverlag Artaria, welcher seit jeher als Mozarts Stammverleger galt. Das Stück beginnt in der Tonart c-Moll, in einem ruhigen Adagio. Über eine kurze Passage in D-Dur wechselt die Musik in ein Allegro, welches über a-Moll, g-Moll und F-Dur in f-Moll endet. Fortgesetzt wird das Stück in einem Andantino in B-Dur, welches schnell in ein più allegro in g-Moll übergeht. Final wechselt das Stück wieder über einige Läufe in die Ursprungstonart c-Moll. Es folgen einige Wiederholungen im Hauptthema, bis das Stück in einem Forte endet.
Das Stück gilt, wie viele Klavierkompositionen von Mozart, als äußerst anspruchsvoll. Des Weiteren gilt das Stück als eine von Mozarts bekanntesten Fantasien.
Das Autograph der Fantasie entdeckte eine Bibliothekarin 1990 beim Staubwischen in Philadelphia. Über Sotheby’s gelangte die Handschrift in den Besitz der Internationalen Stiftung Mozarteum.